# Гірка правда про стосунки
Гірка правда про стосунки (англ. The Truth: An Uncomfortable Book About Relationships) — книга американського письменника, журналіста, одного з авторів журналу «Rolling Stone» та «New York Times», блогера Ніла Штрауса. Вперше її опублікувало 13 жовтня 2015 року видавництво «Dey Street Books» (США). Українською мовою книгу переклала Ірина Павленко та опублікувало 2018 року видавництво «Наш формат».

## Передісторія
Ніл Штраус відомий мільйонам людей як автор «The Game», веселого й водночас повчального оповідання про те, як він перетворився з худого, невпевненого ботаніка в суперуспішного «пікапера», відомого як «Style».
Досвід написання «The Game» перетворив Штрауса в чоловіка, який міг мати все, чого до чого прагне кожен чоловік: здатність мати тривалі або короткочасні стосунки майже з будь-якою жінкою. Відповідно, це спонукало його розглядати світ як своєрідний безкінечний парад жінок, сексу і можливостей — при цьому близькість та довгострокові зобов'язання відійшли на задній план. Він поки що не зустрів ту жінку, яка змусить його обирати: вона чи цей «парад». Такий спосіб життя з часом змусив Ніла зазирнути в минуле, поглянути на себе зі сторони, відкрити очі на таємницю, яка власне і сформувала його таким, яким він став. Спонукав засумніватися в усьому, що він знає про себе і про те, як чоловіки й жінки співіснують один з одним…

## Огляд книги
Видання «Гірка правда про стосунки» — це не подорож для певних журналістських цілей, це болісно чесна розповідь про життєву кризу реальної людини, яка була зумовлена власною ж поведінкою та її наслідками.

## Основний зміст
Автор переконаний, що ми зазнаємо різних невдач лише тому, що є занадто близькими самі з собою. Неможливо суб'єктивно давати оцінку самому собі.
Ніл Штраус пише про власну амбівалентність. Тобто, коли він був самотнім — прагнув стосунків, а як тільки знаходив пару — починав мріяти про свободу. І так постійно. Автор зізнається: «…на жаль, я не герой цієї історії. Я — злодій».

Автор різносторонньо досліджує тему стосунків між чоловіком і жінкою, та дає відповіді на такі запитання:
Чи природно бути вірним одній людині на все життя?
Чи приведе моногамія до кращих відносин, більшого щастя?
Що приваблює нас у партнерах, яких ми обираємо?
Чи можемо ми щось вдіяти, аби не дати пристрасті та романтиці згодом згаснути?
Якщо книга «Гра» вчить будувати стосунки, то «Гірка правда» — як їх підтримувати.

## Переклад українською
- Ніл Штраус. Гірка правда про стосунки / пер. Ірина Павленко. — К.: Наш Формат, 2018. — 408 c. — ISBN 978-617-7388-70-7.